# Anders Jahre

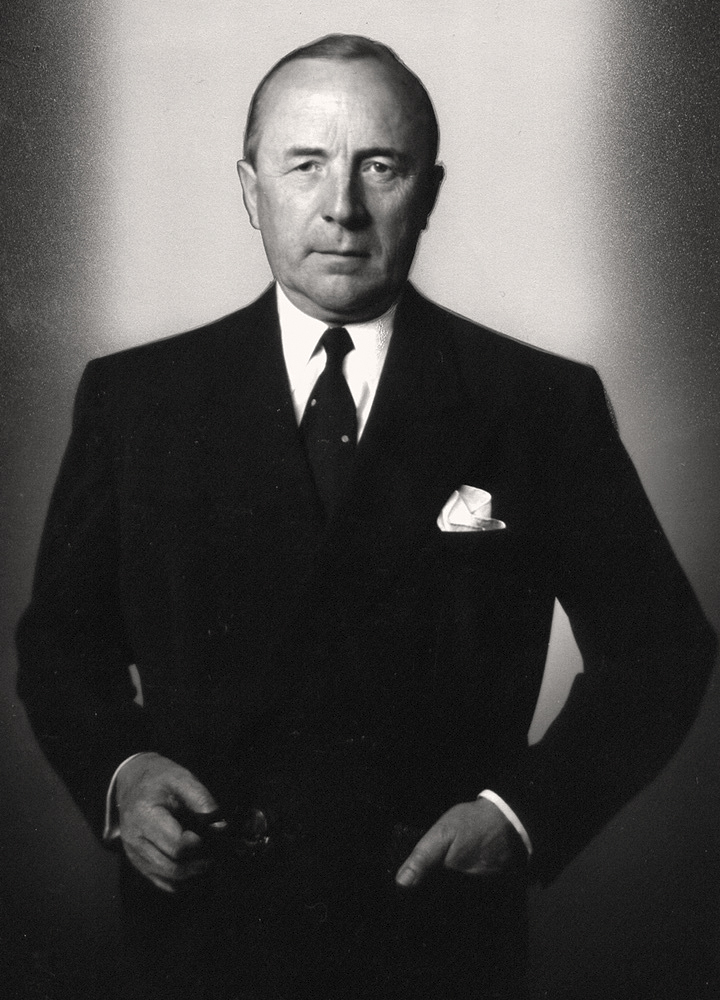
Anders Jahre en 1955

Anders August Jahre (28 de mayo de 1891-26 de febrero de 1982) fue un magnate naviero noruego. Jahre se educó en derecho y trabajó como abogado en Sandefjord desde 1916 hasta 1928. Entremedias, también se implicó en la industria ballenera y fundó la compañía ballenera A/S Kosmos en 1928, operando fuera de Sandefjord. También creó Jahres Kjemiske Fabrikker, un procesador de grasa de ballena así como una línea de ferry entre Oslo y Kiel.
Contribuyó significativamente al desarrollo de la ciudad de Sanderfjord. Como, por ejemplo, con la financiación de la construcción del nuevo edificio del ayuntamiento entre otras cosas. Fue un filántropo importante y se le homenajeó con la Orden de San Olaf en 1950 y 1962, así como también se le concedió una cátedra en la Universidad de Oslo en 1961. De todas formas, tras su muerte surgieron muchas polémicas que señalaban  hacia un presunto fraude de impuestos y el encubrimiento de cuentas en el extranjero. En 1984, el gobierno noruego presentó una reclamación fiscal contra el patrimonio de Jahre. Una serie de procedimientos legales en los años 2000 devolvió exitosamente parte de la fortuna que se encontraba en cuentas de las Islas Caimán a Noruega.

## Fortuna extranjera
En 1939 la Compañía Operativa Pankos SA fue incorporada como empresa panameña. Durante su vida, Anders Jahre mantuvo que no tenía ningún interés de propiedad en Pankos y otras compañías extranjeras. Solo después de su muerte se pudo establecer que, en realidad, Jahre había controlado estas entidades desde el inicio y que desde los años 1950 en adelante, él había sido el único dueño de las mismas.
Durante los años 1950 las autoridades noruegas comenzaron una investigación que pretendía sacar a la luz la conexión de Jahre con Pankos et al. En respuesta y para encubrir su interés de propiedad, Jahre declaró que Aristóteles Onassis era el verdadero dueño de estas compañías. La investigación se detuvo cuando Jahre sugirió que las compañías noruegas controladas por él pudieran comprar los activos flotantes de Pankos et al. directamente a Onassis a precio de mercado. De esta manera, los barcos se convertirían en buques que enarbolarían el pabellón Noruego, un objetivo que en aquel momento las autoridades noruegas consideraban importante. Se aceptó esta solución y como resultado grandes sumas de dinero fueron transferidas al extranjero para las compañías que Onassis aparentemente poseía. De todas formas, el resultado neto de la transacción fue que el dinero generado por la venta de los barcos se consolidó con los activos de Pankos y se convirtió en parte del capital que Jahre había escondido en el extranjero. Una fortuna que creció sustancialmente en los años posteriores.
Para encubrir su conexión con Pankos, Jahre cambió el nombre de la compañía a Compañía Fiduciaria Continental (CFC) en 1958. En 1976 se dio un paso más intentando contrarrestar las especulaciones sobre la titularidad de Jahre sobre CFC cuando las acciones de la empresa se transfirieron a un fideicomiso de las Bahamas (más tarde de las Caimán) llamado Fundación Continental. En 1999 el tribunal supremo de Gran Bretaña (en la sesión del Consejo Privado) confirmó que Fundación Continental no era un fideicomiso válidamente establecido.
Porque los documentos relacionados con CFC salieron a la luz durante una auditoría de los negocios de Jahre en 1979, las autoridades fiscales iniciaron una nueva ronda de investigaciones. Las investigaciones concluyeron en una reclamación fiscal contra Jahre en 1983 por una cantidad superior a 335 millones de coronas noruegas, la reclamación fiscal por evasión de impuestos más grande que había sido llevada a cabo en Noruega. La reclamación fiscal fue impugnada y finalmente aceptada en 1993.
En 1994 el administrador de los bienes de Jahre  obtuvo posesión de documentos que confirmaban el control ilimitado de Jahre sobre las acciones antes mencionadas, así como los esfuerzos de Jahre por encubrir este control ante las autoridades durante más de 40 años.
En el momento de la muerte de Jahre en 1982, el valor de las acciones que quedaban en su fortuna extranjera ascendía a alrededor de 80 millones de dólares estadounidenses. No existe otro indicio de una evasión de impuestos de tal magnitud o por un periodo de tiempo tan extensivo en Noruega.  
En 1998 Kosmos AS afirmó que era el dueño legítimo de las acciones extranjeras. Se produjo un litigio, pero en 2003 Kosmos AS, de parte de su propietario Eikland AS/Morits Skaugen, suspendió el procedimiento.
Dos juicios noruegos, en 2002 y 2003 respectivamente, reflejan que Anders Jahre tuvo control absoluto y titularidad efectiva de la fortuna extranjera anteriormente mencionada a lo largo de su vida
A través de tres acuerdos separados con, respectivamente, la principal conexión bancaria de Jahre (Lazard) y ciertos intereses de las islas Caimán, los bienes de Jahre recuperaron aproximadamente 720 millones de coronas noruegas.
La cantidad habría sido sustancialmente más alta de no haber sido por las acciones de un expatriado noruego, Thorleif Monsen, quién en la década de 1970 residía en las Islas Caimán. En aquel momento, Monsen tomó un papel fiduciario sobre Jahre y su fortuna extranjera y actuó como testaferro que, entre otras cosas, contribuyó con las transferencia de las participaciones de CFC a Fundación Continental  en 1976. Tras la muerte de Jahre en 1982, Monsen aprovechó su posición fiduciaria para malversar acciones sustanciales de la fortuna extranjera. Esas acciones fueron utilizadas por Monsen y sus hijos para inversiones privadas y gastos personales, así como para financiar los desafíos legales a los esfuerzos del patrimonio de Jahre para recuperar y repatriar la fortuna extranjera.

## Premios Anders Jahre a la Investigación Médica
Jahre dejó dinero para los dos premios que llevan su nombre para la investigación de medicina básica y clínica y que son administrados por la Universidad de Oslo. El premio Anders Jahre Médico (el premio principal) comenzó en 1960 y actualmente incluye una subvención de 1.000.000 coronas noruegas, mientras que el premio Anders Jahre para Jóvenes Científicos comenzó en 1965 e incluye una subvención de 400.000 coronas noruegas. Estos premios se encuentran entre los más importantes que se pueden ofrecer en la comunidad de la investigación biomédica noruega. Para la lista completa de los ganadores, visita la página de los Anteriores Ganadores del Premio a la Investigación Médica Anders Jahre.